# Menhir de Ballaugh
Le menhir de Ballaugh est un mégalithe situé près de Ballaugh, dans l'île de Man.

## Situation
Le menhir se dresse au milieu d'un champ bordant la Bollyn Road, dans le nord-ouest de l'île.

## Description
La pierre mesure environ 1,80 m de hauteur (6 ft).